# 文室浄三
文室 浄三（ふんや の きよみ）は、飛鳥時代から奈良時代にかけての皇族・公卿。初名は智努王（ちぬおう、知努王・珍努王・茅野王と表記した文献もある）。天武天皇の孫。一品・長親王の子。

## 来歴
霊亀3年（717年）無位から従四位下に直叙され、翌養老2年（718年）大舎人頭に任ぜられる。神亀6年（729年）長屋王の変の直後に従四位上に昇叙する。
天平13年（741年）9月に巨勢奈氐麻呂と共に恭仁京の造宮卿に任じられ、同月には民部卿・藤原仲麻呂と共に恭仁京の人民に宅地を分け与えている。翌天平14年（742年）正月に開催された宴において、造宮の功労により東絁60疋・真綿300疋を賜与されると、同年8月今度は紫香楽宮の造離宮司に任ぜられた。この間、天平12年（740年）正四位下、天平18年（746年）正四位上、天平19年（747年）には従三位に昇進して公卿に列しており、聖武朝の後半に昇進を果たしている。

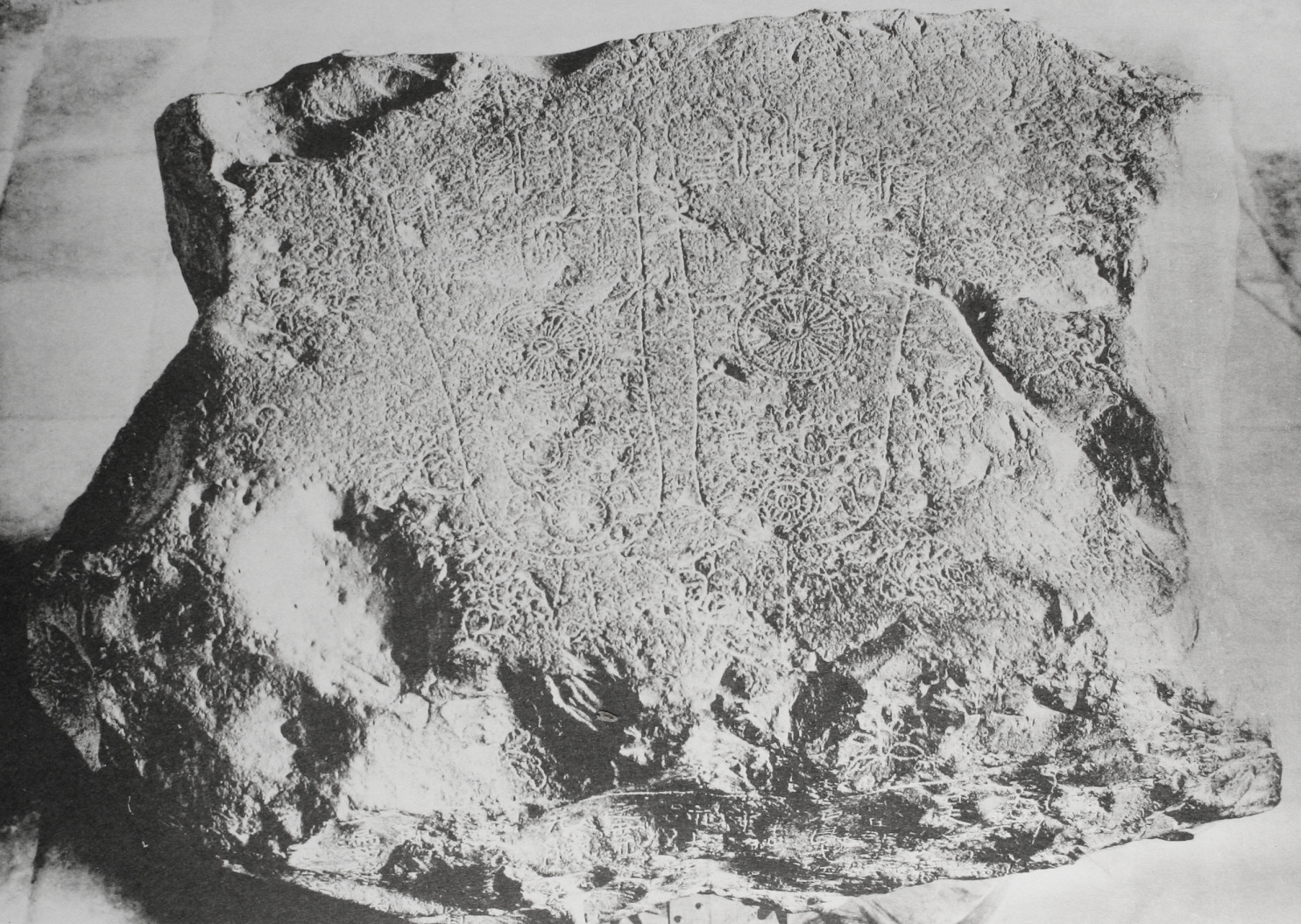
仏足石（国宝、薬師寺所蔵）

孝謙朝に入ると、天平勝宝4年（752年）に文室真人を賜姓されて臣籍に降り、文室 智努（ふんやのちぬ）を名乗る。その理由は皇位を自ら放棄することによって保身を確実にするためと見られるが、60歳直前というこの高齢期になった理由ははっきりしない。一説では妻・茨田女王の卒去をその契機とする。翌天平勝宝5年（753年）には茨田女王の追善供養のために仏足石を造立、これは現在も薬師寺に伝わり国宝に指定されている。天平勝宝6年（754年）摂津大夫を経て、天平勝宝9歳（757年）参議兼治部卿に任官する。また同年の道祖王の廃太子に伴う新皇太子選定においては、左大弁・大伴古麻呂と共に池田王を推しているが、結局皇太子に冊立されたのは池田王の弟である大炊王（のち淳仁天皇）だった。
天平宝字3年（759年）諸官人や師位の僧らに対して政治に対する意見が求められた際（意見封事）、少僧都・慈訓と共に以下の意見を述べて認められている。

諸寺では毎年正月に悔過を行っているが、朝廷からの供物について、寺院に入ったこともない者が得ようと計画したり、あるいは二重に得ようとして空名を複数の寺院に登録する者がいる。これでは施主（天皇）の益にならないことから、朝廷からの布施をやめるべきである。

淳仁朝では重用され、天平宝字4年（760年）中納言、天平宝字5年（761年）正三位（この年名を浄三に改める）、天平宝字6年（762年）1月御史大夫（＝大納言）と急速に昇進し、同年9月の御史大夫・石川年足の薨去により、大師・藤原仲麻呂に次いで太政官で第二位の席次を占めるに至った。同年8月には老いて力が衰えたことから淳仁天皇から労りの詔があり、宮中で扇・杖を使うことを特別に許されている。天平宝字8年（764年）1月には従二位に叙されたが、同年9月の藤原仲麻呂の乱発生直前に官職を致仕し、天皇より労いの詔があって肘掛け・杖・新銭10万文を賜与されている。この致仕は藤原仲麻呂の不穏な動きを察知して危険を避けるために行ったものと見られるが、逆にこれによって乾政官（＝太政官）に御史大夫以上の議政官がいなくなり、それによる政治的空白が仲麻呂の乱の引き金になったとする見方もある。
宝亀元年（770年）の称徳天皇の崩御後、右大臣・吉備真備によって皇嗣に推されたが、浄三はこれを固辞している。その約2か月後に薨去。享年78。臨終にあたり子らに薄葬とすることと朝廷からの鼓吹を受けないことを命じたことが当時の人々に称賛されている。

## 人物
『日本高僧伝要文抄』の中に「沙門釈浄三菩薩伝」があり、以下の話が伝わっている。
- 鑑真の手により出家・得度した。
- 東大寺大鎮[12]、法華寺大鎮、浄土院別当を務めた。
- 大神寺で六門陀羅尼経を講説し、東大寺で十二分教義を立てた。明快な論理で説かれ、聴衆の疑問は氷解したため、天皇から伝燈大法師位を授けられた。

仏書『三界章』『仏法伝通日本記』各1巻があったというが散逸して伝わらない。歌人としては『万葉集』に和歌1首が採録されている。
法号である浄三の由来は、祖父・天武天皇の異称・浄三原天皇と、三業の所犯を清浄にする意味を兼ねたものであるという。

## 官歴
注記のないものは『続日本紀』による。
- 霊亀3年（717年） 1月4日：従四位下（直叙）
- 養老2年（718年） 9月16日：大舎人頭[15]
- 神亀5年（728年） 11月3日：造山房司長官
- 神亀6年（729年） 3月4日：従四位上
- 天平11年（739年） 3月21日：見治部卿
- 天平12年（740年） 11月21日：正四位下
- 天平13年（741年） 8月9日：木工頭。9月8日：兼造宮卿（恭仁京）
- 天平14年（742年） 8月11日：造離宮司（紫香楽宮）
- 天平18年（746年） 4月22日：正四位上
- 天平19年（747年） 1月20日：従三位
- 天平20年（748年） 4月22日：御装束司（元正上皇大葬）
- 天平勝宝4年（752年） 9月22日：臣籍降下（文室真人姓）
- 天平勝宝6年（754年） 4月5日： 摂津大夫。7月20日：御装束司（太皇太后藤原宮子葬儀）
- 天平勝宝8歳（756年） 5月3日：御装束司（聖武上皇大葬）
- 天平勝宝9歳（757年） 6月16日：参議[15]兼治部卿
- 天平宝字2年（758年） 6月16日：兼出雲守
- 天平宝字4年（760年） 1月4日：中納言。6月7日：山作司
- 天平宝字5年（761年） 1月2日：正三位、浄三に改名[15]
- 天平宝字6年（762年） 1月4日：御史大夫。12月1日：兼神祇伯
- 天平宝字8年（764年） 1月7日：従二位。9月4日：致仕

## 系譜
- 父：長皇子[11]
- 母：不詳
- 妻：茨田女王（茨田郡主）
- 生母不明の子女
  - 男子：沢王[16]
  - 男子：文室与伎[17]
  - 男子：文室真屋麻呂[18]
  - 男子：文室長谷[1]
  - 九男：三諸大原[19]（?-806）
  - 女子：岡屋王妃[20]